# CDK2AP1
CDK2AP1 (англ. Cyclin dependent kinase 2 associated protein 1) – білок, який кодується однойменним геном, розташованим у людей на короткому плечі 12-ї хромосоми. Довжина поліпептидного ланцюга білка становить 115 амінокислот, а молекулярна маса — 12 365.
| 10         |  | 20         |  | 30         |  | 40         |  | 50         |
| ---------- |  | ---------- |  | ---------- |  | ---------- |  | ---------- |
| MSYKPNLAAH |  | MPAAALNAAG |  | SVHSPSTSMA |  | TSSQYRQLLS |  | DYGPPSLGYT |
| QGTGNSQVPQ |  | SKYAELLAII |  | EELGKEIRPT |  | YAGSKSAMER |  | LKRGIIHARG |
| LVRECLAETE |  | RNARS      |  |            |  |            |  |            |

A: Аланін

C: Цистеїн

D: Аспарагінова кислота

E: Глутамінова кислота

G: Гліцин

H: Гістидин

I: Ізолейцин

K: Лізин

L: Лейцин

M: Метіонін

N: Аспарагін

P: Пролін

Q: Глутамін

R: Аргінін

S: Серин

T: Треонін

V: Валін

Кодований геном білок за функцією належить до фосфопротеїнів. 
Задіяний у таких біологічних процесах, як клітинний цикл, альтернативний сплайсинг. 